# Elementary
Elementary  (Brasil: Elementaríssimo / Portugal: Elementar) é uma série de televisão estadunidense criada por Robert Doherty, estreou na CBS em 27 de setembro de 2012. Ela apresenta uma versão contemporânea do personagem Sherlock Holmes, criado por Arthur Conan Doyle, mas com as histórias se passando nos Estados Unidos. É estrelada por Jonny Lee Miller, como Holmes e Lucy Liu, como Watson
No Brasil, a série é exibida pelos canais Universal Channel (TV por assinatura) e esporadicamente pela Band (TV aberta). Em Portugal, é transmitida pela TVSéries. Na televisão aberta brasileira, é exibida pela Band desde 17 de junho de 2015. Atualmente é exibida esporadicamente durante as madrugadas de segunda a sexta.
A série está confirmada para sua sexta temporada, que estreou em 30 de abril de 2018 (deveria ter apenas 13 episódios, mas esse número foi ampliado para 21). Em 12 de maio de 2018, a série foi renovada para uma sétima temporada.
A sétima temporada estreou em 23 de maio de 2019 e foi concluída em 15 de agosto de 2019.

## Sinopse
Elementary é uma adaptação de Robert Doherty para a obra de Arthur Conan Doyle, que traz os personagens Sherlock Holmes e Dr. Watson para o tempo presente, vivendo em Nova York. Na série, Watson foi transformado em mulher, interpretada por Lucy Liu.
Sherlock (Jonny Lee Miller) é um ex-consultor da Scotland Yard que chega em Nova York após passar um período em um centro de reabilitação para drogados. Forçado por seu abastado pai a dividir sua casa com a Dra. Joan Watson, uma cirurgiã que abandonou a profissão quando um de seus pacientes morreu, ele precisa se manter sóbrio e longe das drogas. Watson foi contratada como monitora de reabilitação, mas acaba se envolvendo com o trabalho de Sherlock como consultor da polícia de Nova York. O contato de Sherlock na polícia é o Capitão Thomas Gregson (Aidan Quinn), que o conheceu em Londres.

## Elenco
- Jonny Lee Miller como Sherlock Holmes.
- Lucy Liu como Joan Watson.
- Jon Michael Hill como detetive Marcus Bell.
- Aidan Quinn como capitão Thomas Gregson.
- Rhys Ifans como Mycroft Holmes.

## Personagens
- Sherlock Holmes: Um detetive inglês que foi consultor da Scotland Yard e agora vive em Nova York, depois de receber alta de uma clínica de reabilitação de drogados. Holmes é um gênio dedutivo com uma variedade de interesses incomuns, que o auxiliam em suas investigações. Sentindo que os casos mais interessantes estão nos Estados Unidos, ele fica em Nova York. Ele é contatado pelo  capitão Thomas Gregson da polícia de Nova York para retomar o seu posto de trabalho anterior como um detetive de consultoria. Ele é forçado por seu pai para viver com Dr. Joan Watson, sua monitora de reabilitação. Holmes de Miller exibe muitos aspectos do personagem de  Sir Arthur Conan Doyle, enquanto suas relações familiares, especialmente o seu ressentimento por seu pai, foram adicionadas em sua narrativa. É sugerido que o seu êxodo para os Estados Unidos não era simplesmente de reabilitação de drogas ou interesse em crime americano, mas que foi devido a uma mulher chamada Irene Adler.[6]
- Joan Watson: Monitora de reabilitação de Holmes. Watson era uma cirurgiã bem sucedida, o que aumenta seu complemento de habilidades. Ela foi contratada pelo pai de Sherlock como sua monitora de reabilitação para ajudá-lo a permanecer abstinente após a sua libertação da clínica. Quando seu contrato venceu, ela permaneceu trabalhando, para isso, mentiu para Holmes, dizendo a ele que seu pai tinha mantido seus serviços. Depois de um tempo, Holmes revela que ele descobriu que ela não estava mais sendo paga. Ele oferece a ela uma posição como uma aprendiz de detetive, dizendo-lhe que com ela, ele se concentra melhor. Watson aceita e começa seu treinamento como um detetive com Holmes.[7]
- Capitão Thomas Gregson: O capitão da Polícia de Nova York. Ele foi contratado pela Scotland Yard para observar o seu departamento de combate ao terrorismo. Período em que ele cruzou com Sherlock e ficou impressionado com o seu trabalho. Posteriormente se tornou capitão da polícia de Nova York e contratou Holmes. Ele realmente gosta de Holmes e os dois têm um respeito mútuo um pelo outro, apesar de admitir que Sherlock é um "pé no saco".
- Detetive Marcus Bell:[8] Detetive da Polícia de Nova York. Embora inicialmente é contra a ideia de contratar Sherlock, ele começa a perceber o talento do detetive e aceitá-lo. Sherlock considera que o trabalho de Bell é, basicamente, receber os créditos pelo trabalho de Holmes.

## Produção

### Desenvolvimento
O escritor e produtor Robert Doherty criou a telessérie. Doherty comentou que era Carl Beverly que "inicialmente foi quem trouxe a possibilidade de desenvolver um programa de Sherlock". Beverly falou sobre a relação entre Sherlock e Watson no show em julho de 2012:
"Rob [Doherty] muitas vezes chama de um bromance, mas um dos manos só acontece devido ser uma mulher. Ele dizia desde o início e eu acho que é realmente uma descrição apropriada. Há essa ideia de que um homem e uma mulher não podem estar juntos em um show especialmente, sem a necessidade de estarem juntos sexualmente ou no amor ou o que for, e isso é realmente sobre a evolução de uma amizade e de como isso acontece. Observando que deve ser tanto a história deste show como os mistérios que você vê semana após semana sobre quem matou quem".

### Escolha do elenco
Liu foi anunciada no elenco em fevereiro de 2012. Em julho do mesmo ano, ela disse que Watson não é "alguém que está sobre a linha lateral; ela é sua companheira sóbria, ela está envolvida nele, não o mistério, [...] A partir desse ponto você começa a ver como que [a história] floresce."

### Gravação
Algumas cenas interiores são filmadas nos Silvercup Studios em Long Island. Alguns cenas das exteriores são filmadas em Harlem, que é uma locação substituta para o Brooklyn Heights.

### Comparação com Sherlock (da BBC)
Sherlock, é uma releitura contemporânea da história de Sherlock Holmes, que estreou no Reino Unido em julho de 2010 e nos Estados Unidos em outubro de 2010. Em janeiro de 2012, logo após o anúncio da CBS que tinha encomendado o piloto para Elementary, o produtor de Sherlock, Sue Vertuetold, noticiou ao The Independent: "nós entendemos que a CBS está fazendo sua própria versão de um Sherlock Holmes atualizado. É interessante, uma vez que se aproximou de nós um tempo atrás querendo refazer o nosso show. Na época, eles fizeram grandes garantias sobre a sua integridade, por isso temos de assumir que a sua modernizado Sherlock Holmes não se assemelha a nossa de forma alguma, pois isso seria extremamente preocupante".
No mês seguinte Vertue disse que "Estamos em contato com a CBS e informou-os de que vamos estar a olhar para o seu piloto quando estiver pronto, que é muito próximo por alguma violação de nossos direitos". A CBS fez uma declaração sobre o assunto: "Nosso projeto é um conceito contemporâneo de Sherlock Holmes, que será baseado em Holmes, Watson e outros personagens em domínio público, bem como personagens originais. Estamos, é claro, respeitando todos os direitos e leis autorais e não irá infringir quaisquer histórias ou obras que ainda podem ser protegidos".
O criador Robert Doherty discutidiu as comparações entre Sherlock e Elementary em julho (ainda em 2012), salientando que uma tradição de histórias de Holmes atualizados remonta aos filmes de Basil Rathbone da década de 1940, e que ele não achava que fosse o caso de que Elementary tomou qualquer coisa de Sherlock, que ele descreveu como um "show brilhante" ao ter visto a sua primeira série. Vários meses depois, Lucy Liu confirmou aos produtores de Sherlock no Reino Unido quando foi mostrado o piloto: "vi como era diferente da deles," e foram "bem até o momento".

## Recepção

### Primeira temporada
A primeira temporada foi recebida com críticas positivas dos críticos, que destacaram nova abordagem do programa ao material de origem, a qualidade de escrita, e as performances e química encontrada entre os seus dois condutores e elenco de apoio. A temporada um detém uma classificação de 83% de aprovação no Rotten Tomatoes, com o consenso do site que diz: "Ele não pode apelar para os puristas, mas Elementary fornece um novo fresco rotação sobre Sherlock Holmes, e Jonny Lee Miller brilha no papel-título".
No Metacritic detém uma pontuação de 73 de 100 pontos baseado em 29 opiniões, indicando "avaliações favoráveis". Do The Guardian, Phelim O'Neill sentiu que "Jonny Lee Miller e Lucy Liu torna [a série] um ato duplo para a rival Sherlock" e observou que "o ritmo se sente perfeito e os detalhes são claros" Hank Stuever do The Washington Post deu um B + e sentiu que o show "expõe suficiente a sagacidade elegante em seu humor e mostra distinguir-se rapidamente a partir da mais recente série britânica Sherlock (vista na CBS)".

### Segunda temporada
A segunda temporada foi recebida com críticas igualmente positivas. Ela mantém um índice de aprovação de 100% no Rotten Tomatoes. Vários críticos elogiaram Rhys Ifans por sua interpretação de Mycroft Holmes, com Myles McNutt do The AV Clube chamando sua escolha de elenco de "inspirada" e elogiando-a [série] por ser capaz de combinar com a "amargura" de Miller e elogiando o episódio de estreia global - que mais tarde passou a oferecer palavras positivas sobre o desempenho de Ifans "nos episódios finais pertencentes a história de Mycroft, apesar de conter falhas no arco geral." Noel Kirkpatrick do TV.com também elogiou Ifans, dizendo que ele desempenhou o papel "bem sutilmente".
O episódio "The Diabolical Kind" também atraiu grande aclamação, com muitos destacando a profundidade emocional e desempenho de Natalie Dormer como Moriarty. McNutt chamou a presença de Moriarty e o episódio da série como um todo "refrescante dominante" e também elogiou a narrativa e o diálogo, destacando vários pedaços de "humor espirituoso" no episódio. O episódio tem uma classificação de 9.0 no TV.com com Kirkpatrick alegando que Dormer tinha "uma bola" fazendo o papel de Moriarty e dizendo que havia "coisas boas" para ter nela. Kirkpatrick também apreciou a temporada como um todo para o desenvolvimento de caráter de Holmes, bem como o desempenho do elenco.

### Terceira temporada
A terceira temporada continua a tendência das primeiras, com uma resposta crítica positiva. Ela mantém um índice de aprovação de 100% no Rotten Tomatoes. O IGN elogiou a evolução da Watson como um personagem do show, dizendo "Enquanto outras encarnações de Holmes/Watson, concentra Watson sendo um amigo, médico, e coloca em cima de cópias, Elementary elevou a personagem em alguém com aspirações mais elevadas."
Um elogio especial foi dado a Ophelia Lovibond por seu desempenho como a protegida de Sherlock, Kitty Winter, com os críticos sentindo que ela era uma adição bem-vinda para o elenco. O episódio "The One That Got Away" ganhou aclamação da crítica por sua resolução da história de Kitty, bem como as performances de Miller e Lovibond.
O final da terceira temporada também foi recebido com críticas positivas. Do IGN Matt Fowler deu uma nota ao final da temporada: "uma descida controlada" com uma classificação de 8.3/10 dizendo que "O primeiro e o segundo golpe de Sherlock tanto dando em sua raiva e seu desejo de heroí foi uma forma ardente para acabar a terceira temporada".